# Капустін Михайло Борисович
Михайло Борисович Капустін(народ. 1980 року, Оренбург, РСФРР) — головний ліберальний рабин Словаччини, член східно- та центрально-європейськего Бейт Діну.

## Біографія
Михайло Капустін народився в 1980 році в Оренбурзі в родині вчительки та офіцера ВМФ. В дитинстві мешкав у Поті. В 1991 році родина, щоб врятуватись від громадянської війни в Грузії, переїхала в Керч (Крим).
В 2000 році Михайло Капустін вступив до Лео Бек Коледж в Лондоні — Інститут підготовки прогресивних рабинів, в яком навчался п'ять років, включаючи рік в Ізраїлі. В липні 2005 рока отримав сміху рабина, а також звання магістра з гебрейських наук.
З 2005 по 2007 р. працював ліберальним рабином Харкова. З 2007 по березень 2014 р. був Головним ліберальним рабином Криму.
З червня 2014 р. є Головним ліберальним рабином Словаччини.

## Родина
- Жінка — Марина Капустіна, юрист.
- Діти: донька Ханна та син Барух.